# Casa de raport de pe str. Aleksandr Pușkin, 9 (Chișinău)
Casa de raport de pe str. Aleksandr Pușkin, 9 este o clădire amplasată pe str. A. Pușkin, 9 în Chișinău, Republica Moldova. Este un monument arhitectural de importanță națională inclus în Registrul monumentelor Republicii Moldova ocrotite de stat cu nr. 94 (municipiul Chișinău). Datează de la înc. sec. XX.